# 南洋大兜蟲
南洋大兜蟲（學名：Chalcosoma atlas），以希臘神話中的持天巨人阿特拉斯命名，是亞洲中最大的甲蟲之一。

## 外觀
有三根犄角，胸角向前，微彎成弧形；頭角末端向上，中間有片狀凸起，翅鞘是青銅色，有金屬光澤。雄蟲體長45~108mm，雌蟲體長41~64mm。

## 分布
南洋大兜蟲分布於東南亞的熱帶雨林中，包括印尼、菲律賓、印度和中南半島等。

## 習性
棲息於低海拔的原始雨林，幼蟲期10~16個月，成蟲期約2~4個月，性格暴躁兇猛。

## 亞種
- Chalcosoma atlas atlas  分布於蘇拉威西
- Chalcosoma atlas butonensis  分布於布頓島
- Chalcosoma atlas keyboh 分布於馬來半島、蘇門答臘和婆羅洲等
- Chalcosoma atlas mantetsu 分布於緬甸、泰國、寮國和印度等
- Chalcosoma atlas simeuluensis  分布於錫默盧島
- Chalcosoma atlas sintae 分布於珀倫島
- Chalcosoma atlas hesperus 分布於菲律賓

## 外部連結
- Chalcosoma atlas (Atlas beetle) photos（页面存档备份，存于）
- Chalcosoma atlas (Atlas beetle) pics （页面存档备份，存于）
- Photos of male Atlas beetle（页面存档备份，存于）
- Family Scarabeidae – Chalcosoma atlas （页面存档备份，存于）
- Rhinoceros beetles – Chalcosoma atlas (Atlas beetle) （页面存档备份，存于）